# Eternal Solstice
Eternal Solstice ist eine niederländische Death-Metal-Band aus Bodegraven, die im Jahr 1989 gegründet wurde und seitdem mit Unterbrechungen aktiv ist.

## Geschichte
Die Band wurde am 27. Februar 1989 gegründet und bestand aus dem Sänger Kees Jan Schouten, dem Gitarristen Philip Nutgren, dem Bassisten Ramon Soeterbroek und dem Schlagzeuger Edwin Roor. Letzterer verließ etwas später die Besetzung wieder, woraufhin die beiden ehemaligen Sempiternal-Deathreign-Mitglieder Mischa Hak (Schlagzeug) und Victor van Drie (E-Gitarre) zur Besetzung kamen. Hak war zudem als Schlagzeuger bei Mourning aktiv. Zusammen mit dieser Band nahm Eternal Solstice eine Split-Veröffentlichung im Jahr 1990 auf. Schouten hatte mittlerweile die Band verlassen, weshalb Soeterbroek zusätzlich den Gesang übernahm. Erst nach zwei Jahren wurde der Tonträger bei Midian Creation Records veröffentlicht. Während dieser Zeit kam es zur Auflösung der Band.
1993 wurde die Gruppe von Nutgren und Soeterbroek mit dem Schlagzeuger Eric Boekoe neu formiert. Es folgte ein Demo, ehe wieder Mitglieder die Band verließen, wodurch Soeterbroek erneut als Hauptsänger zurückgelassen wurde. 1994 erschien das Album The Wish Is Father to the Thought, worauf unter anderem eine Coverversion des Sodom-Liedes Outbreak of Evil zu hören ist. Für die Aufnahmen kam Mischa Hak als Schlagzeuger hinzu. Permanent besetzte André van der Ree allerdings diesen Posten. 1995 folgte das zweite Album Horrible Within. Anfang 1996 kam der ehemaligen Asphyx-Gitarrist Eric Daniels zur Besetzung. Unter dem Namen Demonic Fertilizer schloss sich 1997 das dritte Album an. Im selben Jahr kam es zur Auflösung der Band.
2010 fand sich die Band wieder zusammen. Über Dark Descent Records wurde daraufhin das Debütalbum wiederveröffentlicht. Matt Calvert, Geschäftsführer von Dark Descent Records, konnte die Band etwas später überzeugen, ein neues Album aufzunehmen. 2015 erschien bei dem Label das Album Remnants of Immortality. Mittlerweile spielt Ramon Soeterbroek die E-Gitarre und übernimmt den Gesang, als Bassist ist Tim Roeper in der Besetzung, Mischa Hak ist als Schlagzeuger zurückgekehrt und Ardy de Jong spielt die E-Gitarre.

## Stil
Die vier Lieder der Split-CD At the Dawn of … bezeichnete Frank Albrecht im Rock Hard als „mittelschnelle[n] Death Metal im Stile von Frost, Death oder Massacre“, ohne wie diese Inspiratoren zu klingen. Claudia Pajzderski vom Metal Hammer merkte in ihrer Rezension zu Horrible Within an, dass die Band hierauf zwar abwechslungsreichen und solide produzierten Death Metal spielt, allerdings sei der Markt in diesem Genre übersättigt. Es gebe genügend Bands, die besser seien und bereits länger bestünden. Jan Jaedike vom Rock Hard bemerkte in seiner Rezension zu Horrible Within, dass die Band hierauf verzichtet, Einflüsse aus Gothic Metal und Rock ’n’ Roll in ihren Death Metal einzuarbeiten, deswegen sei die Band allerdings noch lange nicht Old School. Auf dem Album gebe es „pausenlos messerscharfe Riffs“, was ihm eine „Thrash-Lastigkeit“ verleihe. Auf dem Tonträger gebe es zu gleichen Anteilen schnelle und mittelschnelle Passagen. Trotz eines technisch hohen Spielniveaus würden die Lieder nie von „angeberischem Gefrickel“ dominiert. Der Gesang sei „vollkommen identitätslose[s] Gedärm-Gewürge“ und passe zur aggressiven Musik. Sebastian Schilling schrieb in einer späteren Ausgabe in seiner Rezension zu Remnants of Immortality, dass man dem Old-School-Death-Metal anhören kann, dass die Gruppe in den 1980er Jahren gegründet worden sei. Die Riffs seien „thrashig“. Das Grundgerüst der Lieder bestehe aus Death, Possessed, Massacre und Demolition Hammer. Die Gesamtwirkung der Lieder sei jedoch eine andere, was vor allem durch die tiefen, an Gorefest erinnernden Growls bewirkt werde. Wie bei Deicide würden allerdings permanent zwei Stimmlagen gedoppelt werden.

## Diskografie
- 1992: At the Dawn of… (Split mit Mourning, Midian Creation Records)
- 1993: Promo (Demo, Eigenveröffentlichung)
- 1994: The Wish Is Father to the Thought (Album, Poseidon Productions)
- 1995: Horrible Within (Album, Poseidon Productions)
- 1997: Demonic Fertilizer (Album, Poseidon Productions)
- 2011: Decrepitaph / Eternal Solstice (Split mit Decrepitaph, Dark Descent Records)
- 2013: Eternal Solstice / Pentacle (Split mit Pentacle, Dark Descent Records)
- 2015: Remnants of Immortality (Album, Dark Descent Records)